# Kyle Snyder (bryder)
Kyle Snyder (født 20. november 1995) er en amerikansk bryder, der konkurrerer i fristil.
Han repræsenterede USA ved sommer-OL 2016 i Rio de Janeiro, hvor han vandt guld i 97 kg.
Under sommer-OL 2020 i Tokyo, som blev afholdt i 2021, vandt han sølv.